# Surcharge des conteneurs
 (octobre 2013).
Si vous disposez d'ouvrages ou d'articles de référence ou si vous connaissez des sites web de qualité traitant du thème abordé ici, merci de compléter l'article en donnant les références utiles à sa vérifiabilité et en les liant à la section « Notes et références ».
Depuis bien des annéesdéjà en 1996
, la surcharge des conteneurs est un réel problème dans le milieu maritime.
En 2008 déjà, l’International Chamber of Shipping (en) (ICS) avait publié un guide concernant les bonnes pratiques relatives au transport maritime de conteneurs en toute sécurité à destination du personnel navigant, dans le but de diminuer les accidents liés notamment à la surcharge des conteneurs. Ce guide n’avait pas amélioré la situation de manière significative, d’où la réitération de la demande sous forme, cette fois, de règle obligatoire.
C’est ainsi que le 1er décembre 2010, l'International Chamber of Shipping (en) (ICS) et le World Shipping Council (en) (WSC) ont demandé à l’Organisation maritime internationale d’établir une réglementation en vue de résoudre ce problème de surcharge qui peut se révéler être très dangereux et très couteux.   

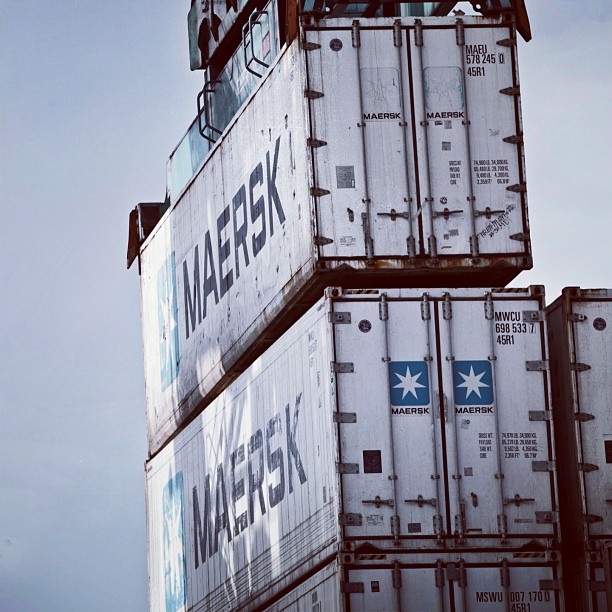
Conteneurs en cours de chargement sur un porte-conteneurs.

## Acteurs impliqués dans cette problématique
Le Baltic and International Maritime Council (en) (BIMCO), le World Shipping Council (en) (WSC), l’International Chamber of Shipping (en) (ICS), l'International Association of Ports and Harbors (en) (IAPH, qui regroupe 230 ports à travers le monde) dénoncent ce problème et veulent l’amendement du Chapitre 6 (Carriage of cargoes) de la convention SOLAS (Safety Of Life At Sea).
Cette volonté (des quatre organisations ) de changer les normes techniques et sécuritaires fait suite à la demande de trois pays (l’Australie, le Danemark et les Pays-Bas) qui se sont notamment appuyés sur le rapport du programme international Lashing@Sea, qui conclut que pour des raisons évidentes de sécurité, des moyens doivent être mis en place pour contrôler de manière efficace et précise le poids de chaque conteneur avant son chargement à bord d’un navire.

## Situation actuelle
Depuis toujours, le poids des conteneurs est uniquement déclaré sur le manifeste par le chargeur (celui qui envoie le conteneur) sans aucun système de vérification. Un chargeur peut donc déclarer un conteneur de 28 tonnes (maximum autorisé pour un TEU) et le charger avec 35 tonnes de marchandise.
Beaucoup de pressions commerciales sur les capitaines les contraignent à accepter ce genre de cargaisons peu sûres (bien que souvent le capitaine ignore le surpoids de chaque conteneur). Il faut rappeler que le capitaine est responsable de tout ce qui est chargé sur son navire.
En Ukraine, en 2012, les services portuaires avaient mené une enquête sur la totalité des conteneurs qui rentraient dans le pays pendant 2 semaines. Il en était ressortit que plus de 56 % des conteneurs étaient en surcharge (par rapport au manifeste déclaré).

## Problèmes occasionnés par des conteneurs surchargés
- Mauvaise répartition des marchandises entrainant une mauvaise stabilité du navire[7]

- Accidents lors du voyage en mer (renversement de conteneurs ainsi que tous les risques que cela provoque (blesser quelqu’un...))

- Accidents lors du transport par route ou par rail. En effet, les précautions prises ne sont pas à la hauteur du risque encouru.

- Accidents lors du chargement des conteneurs. Le poids des conteneurs excède souvent la charge maximale d'utilisation de la grue[8].

- Accidents corporels sur les dockers, ou toute autre personne qui manutentionne les conteneurs tout au long de la chaine logistique

## La solution: amendement de la convention SOLAS?
La solution proposée par les 4 organisations citées ci-dessus serait la modification de la convention SOLAS. Ceci entrainerait la pesée obligatoire de chaque conteneur avant le début du chargement pour qu'un plan de chargement correct soit établi et qu'aucun accident lié à la surcharge de conteneurs ne se reproduise (d'où la modification du chapitre 6 de la convention SOLAS).
Cette modification apporterait surtout la vérification systématique du poids des conteneurs par le terminal. 

Cette solution n'est pas encouragée par tous les acteurs du secteur maritime, notamment par l'ASC (Asian Shipper's Council) et l'ESC (European Shippers’ Counci), qui estiment qu'aucune analyse sérieuse (de type cause à effets)  n'ait été faite qui aurait pu mettre au jour ce phénomène. Ils estiment également que le faisabilité de cette mesure est très limitée sur le plan logistique. En effet, d'après eux, il serait difficile d'ajouter une étape dans la logistique du transport de conteneurs via la mer. il y a trop de conteneurs chaque jour dans les ports du monde entiers.
« There are millions of shippers across Asia, with different levels of maturity and different operational constraints. Before arriving at a key gateway for export, cargoes may have to use multiple modes of transport – trucks, ships and/or rail. Can you imagine trying to implement what is agreed at the IMO in such a challenging environment?  As there are many emerging countries elsewhere – in South America and Africa – in similar situation, a one-size-fits-all requirement cannot work.  It has not worked for 100% security screening and it will not work for 100% verification of gross weight of containers. »
— Mr John Y. Lu, président de l'ASC
« We know that 100% verification being considered would increase the cost burden for shippers, generate additional paperwork and cause unnecessary delays in the supply chain. Will it improve safety? We have strong doubts. »
— Mr Cai Jia Xiang, vice-président de l'ASC
Ils défendent que la modification de la convention SOLAS aurait des conséquences majeures sur les affréteurs qu'ils représentent (75 % de tous les affréteurs dans le monde) et que l'application de cette nouvelle réglementation ne se ferait pas de manière uniforme et équitable partout dans le monde.
L'ESC partage le même avis que l'ASC et estime que cette modification entrainerait une augmentation des coûts pour les armateurs dans le monde entier de 5 milliards de dollars.
La prochaine réunion du comité chargé de la sureté en mer (Maritime Safety Committee (en)) de l'IMO se tiendra en Mai 2014 où cet amendement sera discuté. Cependant, cela signifie également qu'aucune mesure effective ne sera mise en application avant Mai 2015 (1 an après son adoption par l'IMO). En pratique, pour des raisons de faisabilité, cette période de 1 an serait prolongée jusqu'à 2 ans pour s'assurer que les armateurs aient le temps de mettre en place les moyens nécessaires pour être en conformité avec la convention SOLAS.

## Accidents liés à la surcharge de conteneurs
- en 2007 : le MSC Napoli : 137 des 660 conteneurs en pontée pesaient au minimum 3 tonnes de plus que le poids déclaré - jusqu'à 20 tonnes de différence pour un des conteneurs.

- en 2011 : le porte-conteurs Deneb : il s'est couché sur le flanc lors de son chargement car 16 des 168 conteneurs étaient largement en surpoids.

- en 2013 : naufrage du MOL Comfort : la surcharge de certains conteneurs a été plusieurs fois évoquée.